# Martin Schechter
Martin Schechter (Filadélfia, 1930) é um matemático estadunidense, que trabalha com análise matemática (especialmente equações diferenciais parciais  e análise funcional e suas aplicações à física matemática). É professor da Universidade da Califórnia em Irvine.
Schechter fez seus estudos de graduação na Universidade da Cidade de Nova Iorque.
Obteve um Ph.D. em 1957 na Universidade de Nova Iorque (NYU), orientado por Louis Nirenberg e Lipman Bers, com a tese On estimating partial differential operator in the L2-norm. Lecionou na NYU de 1957 a 1966 e na Universidade Yeshiva de 1966 a 1983, antes de ir para a  Universidade da Califórnia em Irvine.
É autor de diversois livros, incluindo o livro-texto Principles of Functional Analysis (Academic Press, 1971; 2nd ed., AMS, 2002).
Schechter é membro da Associação de Cientistas Judeus Ortodoxos.

## Publicações selecionadas
- Principles of Functional Analysis, Academic Press 1971, 2nd edition, American Mathematical Society 2002
- Minimax systems and critical point theory, Springer 2009
- com Wenming Zou: Critical point theory and its applications, Springer 2006
- Linking methods in critical point theory, Birkhäuser 1999
- Introduction to nonlinear analysis, Cambridge University Press 2004
- Operator methods in quantum mechanics, North Holland 1981, Dover 2002
- Spectra of partial differential operators, North Holland, 1971, 2nd edition 1986
- Modern methods in partial differential equations, McGraw Hill 1977
- com Lipman Bers and Fritz John; with supplements by Lars Gårding, Arthur Milgram: Partial Differential Equations, Wiley 1964, 1966, American Mathematical Society 1991 (chapter by Schechter, Bers Elliptic Equations and Their Solutions, pp. 131–149)